# Португалія на літніх Олімпійських іграх 1912
Португалія брала участь у літніх Олімпійських іграх 1912 року у Стокгольмі (Швеція) уперше за свою історію, але не завоювала жодної медалі. Під час змагань на марафонський дистанції загинув бігун Франсишку Лазару від зневоднення.

## Учасники
За видом спорту та статтю
| Вид спорту     | Чоловіки | Жінки | Разом |
| -------------- | -------- | ----- | ----- |
| Боротьба       | 2        | 0     | 2     |
| Легка атлетика | 3        | 0     | 3     |
| Фехтування     | 1        | 0     | 1     |
| Разом          | 6        | 0     | 6     |

## Боротьба
Греко-римська боротьба
| Спортсмен       | Категорія | 1 раунд                   | 2 раунд                 | 3 раунд                      | 4 раунд            | 5 раунд            | 6 раунд            | 7 раунд            | Фінал                         | Фінал                         | Фінал                         | Фінал |
| Спортсмен       | Категорія | Суперник Результат        | Суперник Результат      | Суперник Результат           | Суперник Результат | Суперник Результат | Суперник Результат | Суперник Результат | Поєдинок A Суперник Результат | Поєдинок B Суперник Результат | Поєдинок C Суперник Результат | Місце |
| --------------- | --------- | ------------------------- | ----------------------- | ---------------------------- | ------------------ | ------------------ | ------------------ | ------------------ | ----------------------------- | ----------------------------- | ----------------------------- | ----- |
| Антоніу Перейра | до 60 кг  | Лаурі Гапанен (FIN) L     | Джордж Маккензі (GBR) W | Карл-Георг Андерссон (SWE) L | не пройшов         | не пройшов         | не пройшов         | не пройшов         | не пройшов                    | не пройшов                    | не пройшов                    | 19    |
| Жоахім Віктал   | до 75 кг  | Завірре Карчерері (ITA) L | Адрієн Бар'є (FRA) W    | Альфред Асікайнен (FIN) L    | не пройшов         | не пройшов         | не пройшов         | не пройшов         | не пройшов                    | не пройшов                    | не пройшов                    | 20    |

## Легка атлетика
| Спортсмен                | Дисципліна        | Гіт       | Гіт   | Півфінал   | Півфінал   | Фінал        | Фінал        |
| Спортсмен                | Дисципліна        | Результат | Місце | Результат  | Місце      | Результат    | Місце        |
| ------------------------ | ----------------- | --------- | ----- | ---------- | ---------- | ------------ | ------------ |
| Франціску Лазару         | марафон, чоловіки | N/A       | N/A   | N/A        | N/A        | не фінішував | не фінішував |
| Арманду Лузарте-Кортесау | 400 м, чоловіки   | ?         | 3     | не пройшов | не пройшов | не пройшов   | не пройшов   |
| Арманду Лузарте-Кортесау | 800 м, чоловіки   | ?         | 2 Q   | ?          | 6-9        | не пройшов   | не пройшов   |
| Антоніу Стромп           | 100 м, чоловіки   | ?         | 3     | не пройшов | не пройшов | не пройшов   | не пройшов   |
| Антоніу Стромп           | 200 м, чоловіки   | ?         | 3     | не пройшов | не пройшов | не пройшов   | не пройшов   |

## Фехтування
| Спортсмен       | Дисципліна      | Раунд 1           | Раунд 1           | Чвертьфінал | Чвертьфінал | Півфінал   | Півфінал   | Фінал      | Фінал      |
| Спортсмен       | Дисципліна      | Результат         | Місце             | Результат   | Місце       | Результат  | Місце      | Результат  | Місце      |
| --------------- | --------------- | ----------------- | ----------------- | ----------- | ----------- | ---------- | ---------- | ---------- | ---------- |
| Фернанду Коррея | шпага, чоловіки | дискваліфікований | дискваліфікований | не пройшов  | не пройшов  | не пройшов | не пройшов | не пройшов | не пройшов |